# Ranieri de’ Calzabigi
Ranieri Simone Francesco Maria de’ Calzabigi (* 23. Dezember 1714 in Livorno; † Juli 1795 in Neapel) war ein italienischer Dichter und Librettist.

## Leben
Calzabigi studierte möglicherweise in Livorno und Pisa und war unter dem Namen Liburno Drepanio Mitglied der Accademia Etrusca in Cortona und der Accademia dell’Arcadia.
1743 trat er in die Dienste eines Ministeriums in Neapel, wo er auch seine Tätigkeit als Librettist begann. Wegen seiner Verwicklung in einen Giftmordprozess musste er die Stadt jedoch verlassen und begab sich nach Paris, wo er im Jahre 1750 Giacomo Casanova kennenlernte, mit dem er Freundschaft schloss (sein Bruder Giovanni Antonio Calzabigi gründete später zusammen mit Casanova die französische Nationallotterie). Aus dieser Zeit stammt das heroisch-komische Gedicht La Lulliade, das die Karriere Jean-Baptiste Lullys parodiert und voll von reichen Anspielungen auf die ästhetischen und kulturellen Aspekte des Pariser Buffonistenstreits ist. 1755 gab er bei dem Verleger Gerbauld einen Neudruck der Werke des befreundeten Pietro Metastasio heraus.
Nachdem er Frankreich verlassen hatte, ging er nach Wien, wo er ab 1761 das Amt eines „consigliere alla Camera dei Conti dei Paesi Bassi“ und später eines „consigliere di S.M.I.R. Apostolica“ bekleidete. Durch Vermittlung des Grafen Giacomo Durazzo, des Intendanten des Wiener Hoftheaters, lernte er Christoph Willibald Gluck und Gasparo Angiolini kennen. Für Gluck schrieb er drei Opernlibretti (s. u.). Er wurde zur treibenden Kraft der sogenannten Gluck’schen Opernreform, die die strikte Trennung in Secco-Rezitative und virtuose Da-capo-Arien der napoletanischen Oper zugunsten eines der Handlung und Dramaturgie folgenden Flusses aus Accompagnato-Szenen und schlichten, teils liedhaften Arien sowie dramatisch eingebundenen Chören, Tänzen und Pantomimen aufbricht. Im Vorwort zur Oper Alceste formulierte Calzabigi für den Unterzeichner Gluck die Grundlagen ihrer Reform der Opera seria: „Mein Sinn war darauf gerichtet, die Musik wieder auf ihr wahres Amt zurückzuführen: dem Drama in seinem Ausdruck und seinen wechselnden Bildern zu dienen, ohne die Handlung zu unterbrechen oder sie durch unnützen und überflüssigen Schmuck zu erkälten.“
Als Folge eines Skandals musste er auf Befehl der Kaiserin Maria Theresia Wien verlassen. 1774 hielt er sich in Pisa und 1780 in Neapel auf, wo er seine letzten beiden Libretti Elfrida (1792) und Elvira (1794) schrieb, die beide von Giovanni Paisiello vertont wurden, und er bis zu seinem Tod aktiv am literarischen Leben der Stadt teilnahm.

## Werke

### Libretti für Christoph Willibald Gluck
- Szenario zu dem Ballett Don Juan (1761)
- Orfeo ed Euridice (1762)
- Alceste (1767)
- Paride ed Elena (1770)

### Weitere vertonte Texte
- L’opera seria, Opera buffa von Florian Leopold Gassmann (1769) auf ein Libretto von Calzabigi
- Popoli di Tessaglia … Io non chiedo, eterni Dei (aus Alceste), Konzertarie KV 316 (1778/79) von Wolfgang Amadeus Mozart. Auch das Libretto zu Mozarts La finta giardiniera wurde lange Calzabigi zugeschrieben.
- Les Danaïdes von Antonio Salieri (1784), Libretto: F. Du Roullet und J. B. Tschoudi nach Ipermestra o Le Danaidi von Calzabigi
- Orfeo, Opera seria von Ferdinando Bertoni (Venedig 1776) basiert auf Calzabigis Libretto für Gluck
- Elfrida, Tragedia per musica von Giovanni Paisiello (1792) auf ein Libretto von Calzabigi
- Elvira, Tragedia per musica von Giovanni Paisiello (1794) auf ein Libretto von Calzabigi

### Schriften
- Dissertazione su le poesie drammatiche del sig. abate Pietro Metastasio (Dissertation über die dramatischen Dichtungen des Herrn Abtes Pietro Metastasio), Paris 1755, Turin 1757 und Livorno 1774